# Mattoni-Denkmal

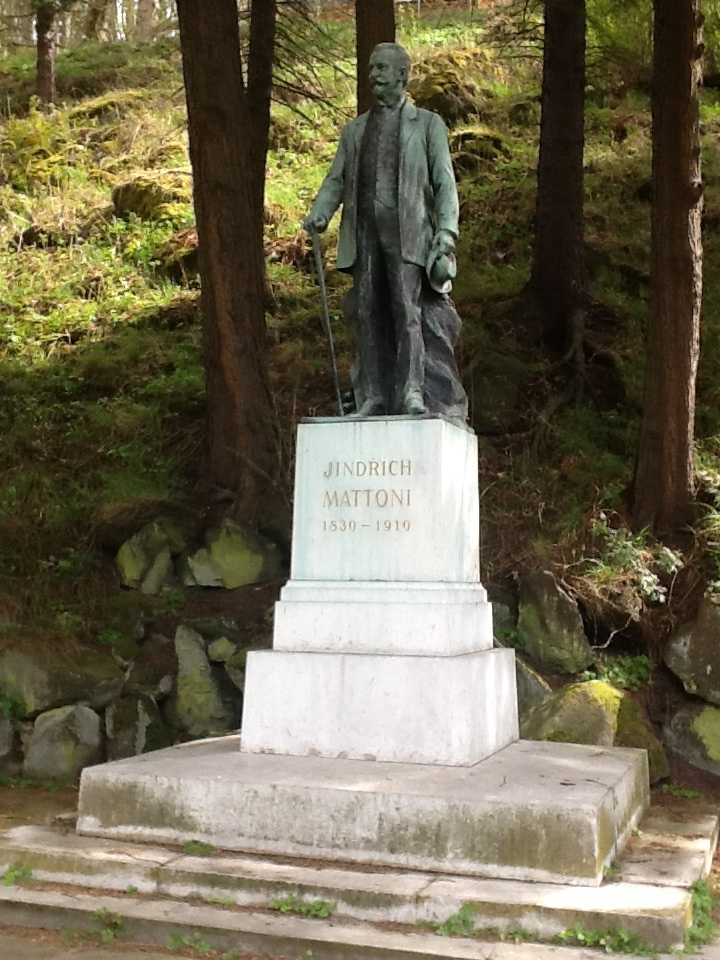
Mattoni-Denkmal (2014)

Das Mattoni-Denkmal (tschechisch Pomník Jindřicha Mattoniho) steht am Südwestausgang von Kyselka in Richtung Karlsbad. Es erinnert seit 1914 an den Mineralwasserunternehmer und Gründungsvater des Kurortes Gießhübl-Sauerbrunn, Heinrich von Mattoni. Die Stellung unter staatlichem Denkmalschutz wurde in den Jahren 1958 und 2013 erneuert.

## Geschichte und Beschreibung
Das Denkmal wurde vom österreichischen Bildhauer Edmund von Hellmer entworfen und im April 1914 enthüllt. Die lebensgroße Statue Mattonis besteht aus Bronze, der Sockel aus weißem Granit, der ursprünglich mit der Inschrift Heinrich Edler von Mattoni 1830–1910 versehen war. 1920 wurde der deutsche Vorname Heinrich durch die tschechische Form Jindřich ersetzt, was 1938 geändert wurde. Der deutsche Vorname und der Adelstitel Mattonis wurden nach 1945 entfernt und das Denkmal überstand die folgenden Jahre.
Im März 2013 wurde die Statue zwecks Restauration vom Sockel geholt und am 14. Mai desselben Jahres (104. Todestag) wieder enthüllt.